# Wachi
Pour les articles homonymes, voir Wachi (homonymie).
Wachi (和知町, Wachi-chō) est un ancien bourg de la préfecture de Kyoto, ayant existé jusqu'au 11 octobre 2005, date de sa fusion avec les bourgs de Tanba et de Mizuho pour former le bourg de Kyōtamba. Il faisait partie du district de Funai.

## Géographie

### Topographie et hydrographie

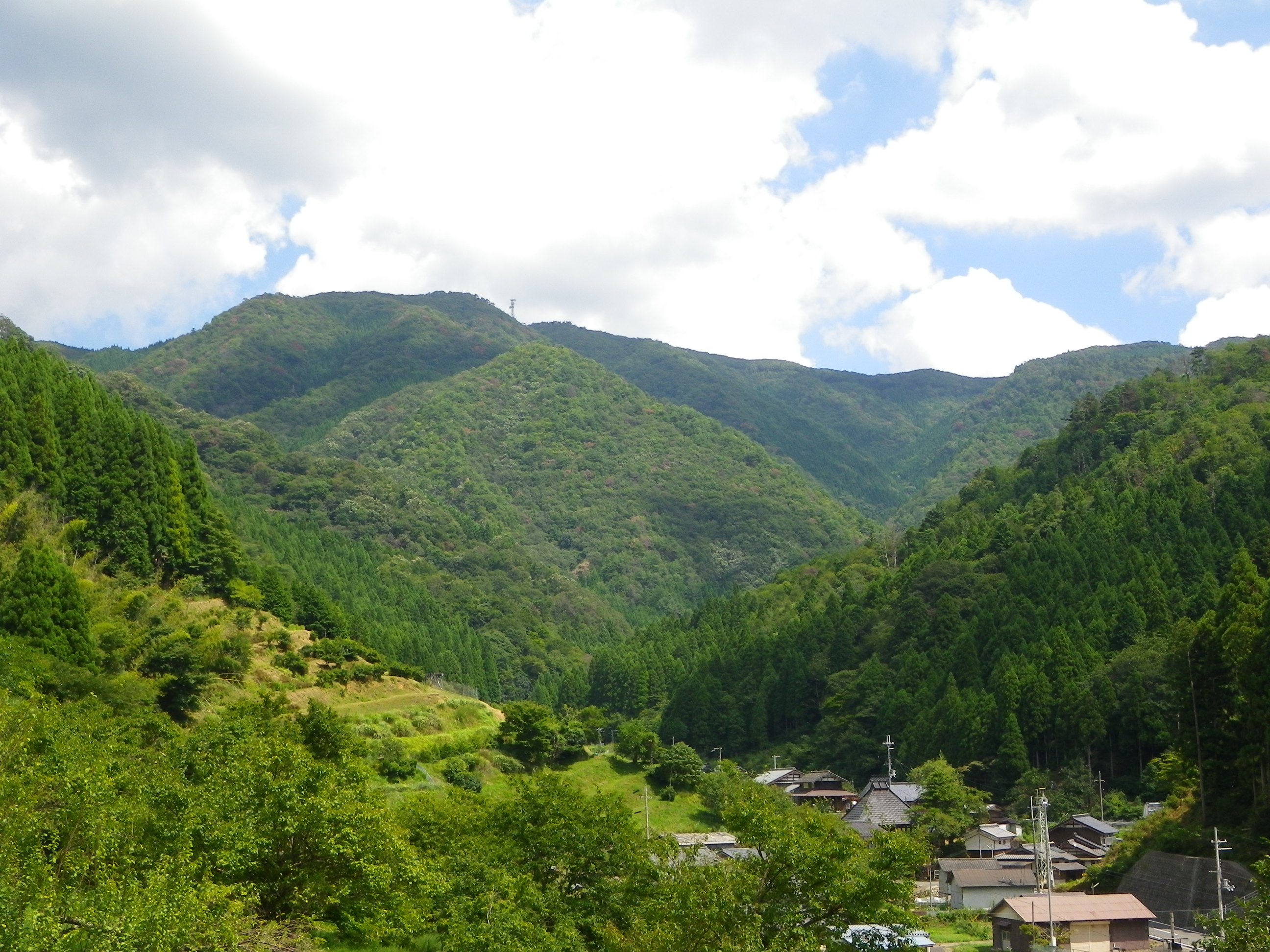
Le mont Chōrōga à Wachi.

Wachi est situé au centre de l'historique province de Tamba, dans une région principalement montagneuse, dans le cours supérieur du fleuve Yura. La majorité de Wachi se trouve dans les terres hautes du Tamba (ja), à une altitude moyenne de 600 mètres, avec quelques zones plus basses le long du Yura et de son affluent, la rivière Takaya (高屋川). À la date de fusion, Wachi occupait une superficie de 119,25 kilomètres carrés.

### Villes limitrophes

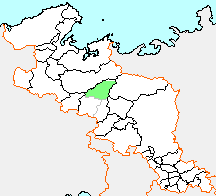
Localisation de Wachi dans la préfecture (tracés territoriaux du 11 octobre 2005).

Entités territoriales limitrophes à la date de la fusion du 11 octobre 2005. À sa création le 1er avril 1955, Wachi est entouré à partir du nord, en sens horaire, de la ville d'Ayabe (綾部市), des villages de Nakakanbayashi (ja) (中上林村) et d'Okukanbayashi (ja) (奥上林村), tous deux du district d'Ikaruga (ja), du bourg de Miyama (美山町), du district de Kitakuwada, des bourgs de Hiyoshi (日吉町), Tanba (丹波町) et Mizuho (瑞穂町), du même district de Funai, et du village de Miwa (三和町), du district d'Amata. Le 10 avril de la même année, Okukanbayashi, Nakakanbayashi et trois autres villages sont fusionnés à Ayabe.

## Histoire
Le bourg moderne de Wachi est créé le 1er avril 1955 par la fusion des villages de Kamiwachi (ja) (上和知村), « Wachi haut », et de Shimowachi (ja) (下和知村), « Wachi bas »,. Le 11 octobre 2005, après des ententes, Wachi fusionne avec les bourgs de Tanba (丹波町) et de Mizuho (瑞穂町), créant le bourg de Kyōtamba (京丹波町),, qui signifie « Tamba-Kyoto ».

## Éducation
On y trouve une école primaire, celle de Wachi, résultant de la fusion en avril 2001 des écoles primaires de Wachi 1, Wachi 2 et Wachi 3. Wachi a aussi un collège, celui de Wachi.

## Économie

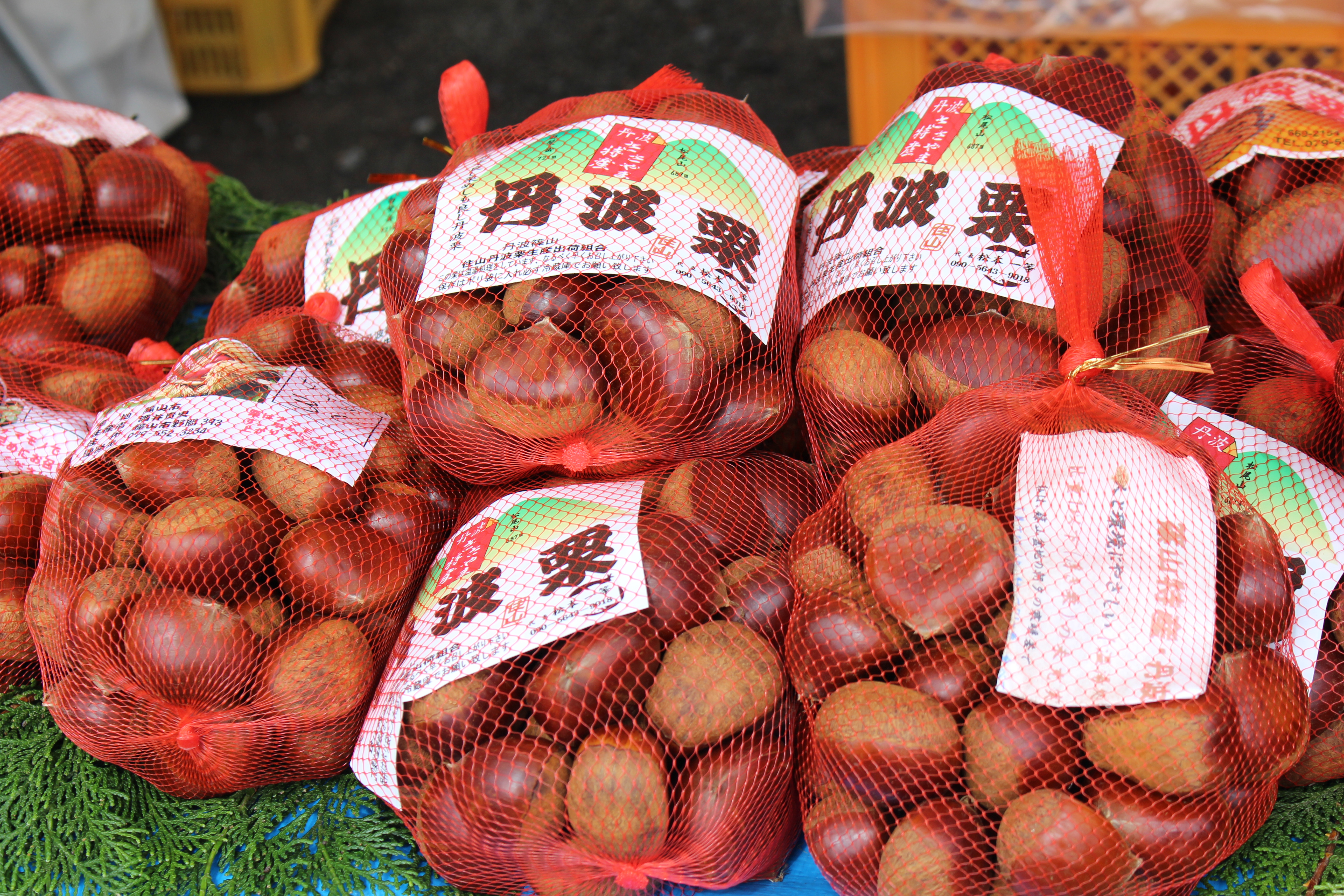
Vente du marron du Tamba en sacs à Tamba-Sasayama.

Wachi vit principalement de l'agriculture et de l'industrie forestière, avec notamment la culture du marron du Tamba (ja), du champignon matsutaké, du soja noir, du haricot azuki de type Tamba dainagon et de l'igname du Japon.

## Culture et patrimoine
On y trouve le barrage de Wachi (ja) (和知ダム), opéré par la Compagnie électrique du Kansai.
Dans le lieu-dit Shimoawano se trouve le temple Myōryū-ji (明隆寺) et sa salle Kan'non-dō (観音堂), un bien culturel important national.

## Transports
Wachi est desservi par la ligne principale San'in de JR West, aux gares de Wachi (ja) (和知駅), Aseri (ja) (安栖里駅) et de Tachiki (ja) (立木駅). La route nationale 27 (ja) passe par Wachi.